# Aa macra
Lan a lớn (danh pháp hai phần: Aa macra) là một loài thực vật có hoa trong họ Lan (Orchidaceae). Loài này được Schltr. miêu tả khoa học đầu tiên năm 1921.